# Jan Samijn
Jan Samijn (Roubaix, 25 oktober 1869 – Gent, 12 februari 1933), bijgenaamd Jan den Held, was een Belgisch socialistisch syndicalist. In 1898 werd hij secretaris van de Gentse socialistische vlasbewerkersvereniging. In 1902 belandde hij in de gevangenis omwille van zijn vakbondswerk. Hij leidde de grote staking in weverij Beernaerts in Wetteren in de zomer van 1907. 
Samijn ligt begraven op de Westerbegraafplaats in Gent. Achilles De Maertelaere ontwierp het grafmonument.